# Victor Hugo Palma Paúl

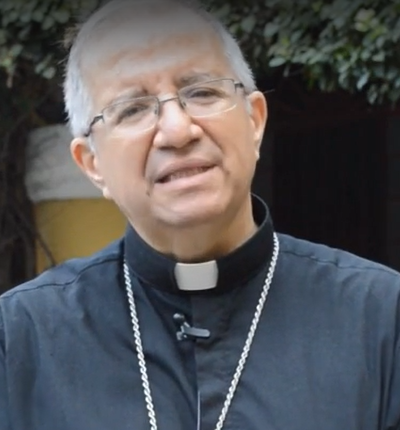
Victor Hugo Palma Paúl (2016)

Wappen von Víctor Hugo Palma Paúl.

Victor Hugo Palma Paúl (* 10. April 1958 in Guatemala-Stadt) ist Bischof von Escuintla.

## Leben
Victor Hugo Palma Paúl empfing am 23. Dezember 1983 die Priesterweihe.
Papst Johannes Paul II. ernannte ihn am 14. Juli 2001 zum Koadjutorbischof von Escuintla. Die Bischofsweihe spendete ihm der Bischof von Escuintla, Fernando Claudio Gamalero González, am 1. September desselben Jahres; Mitkonsekratoren waren Ramiro Moliner Inglés, Apostolischer Nuntius in Guatemala, Rodolfo Quezada Toruño, Erzbischof von Guatemala und Victor Hugo Martínez Contreras, Erzbischof von Los Altos Quetzaltenango-Totonicapán. 
Nach dem Tod Fernando Claudio Gamalero González’ folgte er ihm am 3. April 2004 im Amt des Bischofs von Escuintla nach.